# Ajman az-Zawahiri
Ajman az-Zawahiri, arab. ‏أيمن الظواهري‎ (ur. 19 czerwca 1951 w Kairze, zm. 31 lipca 2022 w Kabulu) – egipski terrorysta, szef Al-Ka’idy, następca Usamy ibn Ladina, którego był wcześniej prawą ręką, z wykształcenia lekarz chirurg.

## Życiorys
Był synem farmakologa i profesora chemii Mohammeda Rabie az-Zawahiriego. W 1974 ukończył studia na wydziale medycznym Uniwersytetu Kairskiego, specjalizując się w chirurgii.
W latach 60. XX w. dołączył do Bractwa Muzułmańskiego – najstarszego arabskiego ugrupowania islamistycznego. Były szef Egipskiego Islamskiego Dżihadu. Zasłynął m.in. dzięki wystąpieniom publikowanym w Internecie oraz emitowanym przez telewizję Al-Dżazira.
W 1978 r. poślubił Azzę Ahmed Nowari, studentkę filozofii na Uniwersytecie Kairskim, pochodzącą z prawniczej rodziny. Według różnych źródeł para miała od 4 do 6 dzieci. Azza zginęła w 2001 roku w wyniku amerykańskiego nalotu w Afganistanie.
Po zamachach z 11 września 2001 uznawany za terrorystę nr 2 na świecie i zastępcę szefa Al-Ka’idy. Po śmierci lidera Al-Ka’idy Usamy ibn Ladina Ajman az-Zawahiri został 16 czerwca 2011 wybrany na szefa tej organizacji.
Az-Zawahiri zginął 31 lipca 2022 o 3:48 polskiego czasu w Kabulu w efekcie ataku amerykańskiego drona. Do zabicia go zostały wykorzystane dwie rakiety typu Hellfire, prawdopodobnie w wariancie R9X, wyposażonym w specjalne ostrza zamiast ładunków wybuchowych. Członkowie rodziny, których odwiedzał terrorysta, nie ucierpieli w wyniku ataku.

## Po śmierci
Po śmierci az-Zawahiriego Al-Ka'ida nie wybrała oficjalnie jego następcy jako szefa organizacji. W grudniu 2022 roku eksperci wskazywali byłego oficera egipskich sił specjalnych, Saifa al-Adela, jako jednego z głównych kandydatów do tej roli.
23 grudnia 2022 Al-Ka'ida wypuściła nagranie, w którym narratorem miał być az-Zawahiri. Film nie posiadał daty nagrania, ani nie wynikała ona z jego treści.